# Sergio Toppi
Sergio Toppi, född 11 oktober 1932 i Milano i Italien, död 21 augusti 2012 i samma stad, var en italiensk tecknare och serieskapare.
Som självlärd tecknare började han sin karriär på det välrenommerade italienska förlaget UTET (Unione Tipografico-Editrice Torinese) där han vann allmän uppskattning för sin skicklighet både avseende realism och karikatyr, samt för sin förmåga att anpassa sin teckningsstil beroende på vilket slag av uppdrag han arbetade på.
Hans första publicerade serie var "Trollkarlen Zurli" i barntidningen Corriere del Piccoli. Under sin fortsatta karriär fokuserade han på korta avslutade berättelser som publicerades i olika franska och italienska publikationer. Bland annat medverkade han i italienska serietidningarna Alter, Linus, Corto Maltese, Orient Express och Un Uomo Un'avventura och i franska serietidningarna L'Histoire de France en Bandes Dessinées och La Découverte du Monde.
Toppis serier har influerat många av de största serietecknarna världen över och hans teckningar har varit en del av utställningar på Bibliothèque Nationale i Paris och på Seriemuseet i Angoulême.